# Bertaut
Bertaut is een Frans historisch merk van motorfietsen.
Bertaut kwam in 1963 op de markt met de modellen Jupiter en Centurion. De basis van beide machines was gelijk. Het frame had een centrale bovenbuis uit een lichtmetaallegering die een diameter van 13 cm had. Daardoor kon ze als tank dienen: er paste 10 liter benzine in. Aan de voorkant van dezelfde framebuis zat de koplamp en ook het balhoofd zat in deze buis. Aan de achterkant van de hoofdbuis zat een duozadel en onder de buis zaten twee driehoeksconstructies voor de bevestiging van de motor en de swingarm.
Beide modellen hadden een 50cc-tweetaktmotortje. De "Jupiter" was het sportmodel met drie of vier versnellingen, 4 pk en een topsnelheid van 85 km/h. De "Centurion" was de bromfiets, met een hoog stuur en pedalen. De topsnelheid was ca. 50 km/h.